# Feelin'
"Feelin'" é uma canção do grupo Menudo em 26 de maio de 2023, como segundo single de seu primeiro Extended play (EP), intitulado Un nuevo comienzo (A New Beginning), lançado sob o selo da gravadora Mistar Entertainment, LLC. A canção foi composta por Luis Salazar, Yoel Henríquez, Andy Clay e Kemzo e produzida pela equipe de produtores musicais VrB Tunes (Orlando Vitto e Renzo Bravo). De acordo com o jornal El Periódico USA, a música "representa a evolução das crianças como artistas, mantendo fiel ao som característico que ressoa com todas as idades".
Como forma de promoção, o grupo se apresentou em programas de televisão. Em 2 de julho de 2024, o quinteto surpreendeu o público com uma aparição no programa America's Got Talent. Durante a apresentação, os cinco integrantes interpretaram sua canção original "Amnesia", mas foram interrompidos por Simon Cowell, que pediu outra música. Em resposta, o grupo apresentou "Feelin’", e garantiu uma vaga na fase seguinte do programa, recebendo elogios dos jurados e da plateia. O videoclipe da canção foi dirigido por Brian Bayerl, e apresenta Alejandro, Andrés, Gabriel, Ezra e Nicolás exibindo seus movimentos de dança e destacando sua química como um grupo.
Comercialmente, a canção estreou na posição de número 24 na parada musical Latin Pop Airplay da revista estadunidense Billboard, e teve como pico a 23ª posição, que atingiu na semana seguinte. No total, passou três semanas entre as mais bem colocadas dessa tabela. Além disso, obteve como feito mais de 10 milhões de visualizações no YouTube em pouco tempo após o seu lançamento.

## Lista de faixas
| N.º | Título                       | Compositor(es)                                                           | Duração |  |
| 1.  | "Feelin'"                    | Andy Clay, Yoel Henríquez, Luis Salazar, Carlos Humberto Dominguez Kemzo | 2:42    |  |
| 2.  | "Mi Amore" (Spanish version) | Warren Meyers, Jonas Zekkari, Jordan Fairie, Anjeanette Chirino          | 3:20    |  |
| 3.  | "Mi Amore"                   | W. Meyers, J. Zekkari, J. Fairie, A. Chirino                             | 3:20    |  |

## Tabelas

### Tabelas semanais
| Tabela musical (2023)                        | Melhor posição |
| -------------------------------------------- | -------------- |
| Estados Unidos (Billboard Latin Pop Airplay) | 23             |